# カルロス・アカポ
カルロス・アカポ・マルティネス（Carlos Akapo Martínez  ,  1993年3月12日 - ）は、スペイン・バレンシア州エルチェ出身のプロサッカー選手。サンノゼ・アースクエイクスに所属している。赤道ギニア代表。ポジションはDF。

## 来歴
1993年に、赤道ギニア出身の父と、スペイン人の母との間に、バレンシア州エルチェで生まれる。エルクレスCF、エルチェCFのカンテラを経て、2011年にバレンシアCFの3軍にあたるウラカン・バレンシアCFに入団。2012年1月22日のセグンダ・ディビシオンBにRCDマヨルカB戦でプロデビュー。
2013年7月11日、CDヌマンシアと契約。セグンダ・ディビシオンで29試合に出場。
2014年8月6日、バレンシアCFと契約後、傘下のバレンシアCF・メスタージャに加入。2シーズンプレーし、経験を積んだ。
2016年6月14日、SDウエスカと3年契約を締結。2017-18シーズン、セグンダ・ディビシオンで2位に入り、チーム史上初のプリメーラ・ディビシオン昇格に貢献した。
2019年6月、カディスCFへ移籍。
2022年8月6日、MLSのサンノゼ・アースクエイクスに移籍し、1年半契約を交わした。

## 代表経歴
2013年から赤道ギニア代表に招集され、6月5日のトーゴとの親善試合で代表デビュー。2016年9月4日のアフリカネイションズカップ2017予選の対南スーダン戦で、代表戦初ゴールを決めた。

## 家族
弟のハビエル・アカポ、いとこのホセーラもサッカー選手。